# Florian Lescadieu
Pas d'image ? Cliquez ici

a Compétitions nationales et continentales officielles uniquement.

Dernière mise à jour le 26 mars 2020.
Florian Lescadieu, né le 14 juin 1991 à Aubagne (Bouches-du-Rhône), est un joueur français de rugby à XV. Il évolue au poste de talonneur à l'US Bergerac.

## Biographie
Né à Aubagne, Florian Lescadieu fait ses débuts avec l'Association amicale sportive de Fresnes rugby (AAS Fresnes rugby), le Stade marseillais, le Pays d'Aix rugby club puis le FC Grenoble (depuis les Reichel).
En 2014, il signe avec le Pays d'Aix rugby club (PARC).
Il joue ensuite pour le RC Hyères-Carqueiranne et l'US Bergerac.